# Teresa Oyibo Ameh
Teresa Oyibo Ameh là một tác giả văn học thiếu nhi người Nigeria, người đã làm việc trên chiến dịch Aunty Talatu Read 

## Giáo dục và giáo dục sớm
Ameh là đứa con đầu tiên trong một gia đình lớn và cô được học đại học tại Đại học Nigeria, Nsukka nơi cô học Thư viện Khoa học và tiếng Anh.

## Nghề nghiệp
Ameh đã viết tám cuốn sách cho trẻ em  và chúng bao gồm:
- Chuyến thăm của cặp song sinh
- Mẹ kế và những câu chuyện khác
- Funmi the Polite Girl và những câu chuyện khác
- Bài học từ dì Talatu
- Buông điện thoại đó
- Con trai duy nhất
- Cánh hoa rách
- Bữa tiệc ngày tự do

Năm 2017, cô ra mắt cuốn sách, The Torn Petal ở Abuja, Nigeria.

## Giải thưởng
Ameh được Abuja Chapter của Hiệp hội các tác giả Nigeria vinh danh để ghi nhận những đóng góp của cô cho nghệ thuật.